# Pleurodema brachyops
Ếch bốn mắt Colombia (Pleurodema brachyops) là một loài ếch trong họ Leptodactylidae.
Nó được tìm thấy ở Brasil, Colombia, Guyana, Antilles thuộc Hà Lan, Panama, Venezuela, và có thể cả Suriname.
Các môi trường sống tự nhiên của chúng là xavan khô, xavan ẩm, đồng cỏ khô nhiệt đới hoặc cận nhiệt đới vùng đất thấp, đầm nước ngọt, đầm nước ngọt có nước theo mùa, đất canh tác, vùng đồng cỏ, các đồn điền, vườn nông thôn, các vùng đô thị, ao, ao nuôi trồng thủy sản, và đất nông nghiệp có lụt theo mùa.